# توم ديفيس (مدرب كرة سلة)
توم ديفيس (بالإنجليزية: Tom Davis)‏ هو مدرب كرة سلة أمريكي، ولد في 3 ديسمبر 1938 في ريدجواي في الولايات المتحدة.

## وصلات خارجية
- توم ديفيس على موقع كلية كرة السلة في سبورتس رفرنس.كوم (الإنجليزية)

- توم ديفيس على موقع إن إن دي بي (الإنجليزية)